# Lepthyphantes umbratilis
Lepthyphantes umbratilis este o specie de păianjeni din genul Lepthyphantes, familia Linyphiidae. A fost descrisă pentru prima dată de Keyserling, 1886. Conform Catalogue of Life specia Lepthyphantes umbratilis nu are subspecii cunoscute.